# Aspromonte
Aspromonte ('groba gora') je gorovje v metropolitanskem mestu Reggio Calabria v južni Kalabriji v Italiji. Gorovje, tesno obdano s Tirenskim in Jonskim morjem, pokriva sredino južne konice italijanskega škornja. Aspromonte s svojimi včasih bizarnimi skalnimi formacijami je prepreden z ozkimi dolinami s kamnitimi strugami, ki so poleti običajno suhe, ker dežuje večinoma pozimi. Najvišja vzpetina je Montalto s 1955 m nadmorske višine.
Območje 80.000 hektarjev je zaščiteno kot narodni park Aspromonte.
Aspromonte služi tudi kot zatočišče za kalabrijsko kriminalno združbo 'Ndrangheta.
V nekaterih vaseh v južnem Aspromonteju govorijo grekaniko, narečje, ki izhaja iz stare in srednje grščine. Jezik, ki je bil v regijo uveden v času Magne Graecie ali v bizantinskem času, je preživel v težko dostopnih gorskih vaseh in je bil nedavno oživljen.

## Zgodovina
29. avgusta 1862 je tu potekala tako imenovana bitka pri Aspromonteju med prostovoljci pod poveljstvom Giuseppeja Garibaldija in rednimi italijanskimi enotami. Bitka se je končala z zmago italijanskih čet; Garibaldi je bil med tem ranjen. 
V zadnjem desetletju 19. stoletja je Giuseppe Musolino, razbojnik, rojen v regiji leta 1875, deloval v Aspromonteju s svojimi privrženci in si prislužil vzdevek re dell' Aspromonte (Kralj Aspromonteja). 
Pisatelj Corrado Alvaro, rojen v San Luci, je življenje tamkajšnjih prebivalcev opisal v zbirki kratkih zgodb Gente in Aspromonte ('Aspromontski pastirji'), izdani leta 1930, ki velja za prelomno za nastanek samostojne južnoitalijanske književnosti.
Med drugo svetovno vojno je bilo nebo Aspromonteja 4. septembra 1943 glavni junak dramatičnega spopada med italijanskimi piloti Regia Aeronautica in zavezniškimi piloti, ki je svoj epilog doživel v San Luci. Premirje je bilo podpisano dan prej, vendar je bilo objavljeno šele 8. septembra. Pilote 5. Wing of Divers, ki jih vodi zelo mlad in legendarni as Giuseppe Cenni, so potem, ko so odvrgli bojni tovor proti zavezniškim vozilom, ki so prodirala v Kalabrijo, prestregli zelo hitri lovci Spitfire. Poveljnika Cennija, ki je običajno ostal zadaj, da bi kril svoje ljudi, je napadlo 5 borcev: poskušal je najti pobeg tako, da je letel nizko nad Aspromontejem, vendar ga je število premagalo. Njegov Re.2002 je strmoglavil ob strugo potoka Bonamico v občini San Luca. Cenni je bil star le 28 let in na prsih je imel zlato in 6 srebrnih medalj za vojaško hrabrost, nemški železni križec 2. razreda in 2 napredovanja za vojne zasluge.
Ostanke Cennijevega trupla so zbrali in dolga leta ostali pokopani na pokopališču San Luca, dokler jih okoli leta 1948 niso preselili na pokopališče v Parmi. Od leta 1996 spomenik na obali Reggio Calabria obeležuje žrtvovanje poveljnika Cennija in ta 4. september 1943.

## Geografija
Najvišji vrh je Montalto (1956 m), blagih oblik, sestavljen iz arhaičnih kamnin (gnajs in sljudni skrilavci). Skoraj vse brežine se strmo spuščajo proti morju, tako da je obalni pas zelo ozek. Značilen je razvoj Aspromonteja s prekrivajočimi se terasami; priznane so štiri ravni, imenovani piani ali campi (polja).
Rastlinstvo je zelo bogato in raznoliko. Na bazalni ravnini je sredozemsko grmičevje z več pogosto edinstvenimi florističnimi sestoji, ki se zelo razlikujejo glede na izpostavljenost. V Jonskem pasu so pogosto najdene kserofilne tvorbe, ki jih sestavljata Ulex europaeus in navadna žuka (Spartium junceum), ki sobivajo z mastiko, mirto, hruško in v vlažnih predelih tamarišo.
Višje so visoka grmišča ali pravi gozdovi, sestavljeni predvsem iz puhastega hrasta in črnike. V srednjih območjih so kostanjevi in borovi gozdovi, ki postopoma z macesnovim borom dosegajo najvišje višine, kjer v drevesnem pokrovu prevladuje bukev. Na obalnem območju prevladujejo agrumi, vinska trta, oljke in vrtnarstvo; pod 1000 m so gozdovi hrasta in črnike, nad 1000 m pa macesen, jelka in bukev.
Na 1311 m stoji smučišče Gambarie, kamor prihajajo turisti iz Kalabrije in Sicilije. V neprepustni dolini v osrčju Aspromonteja, v občini San Luca, je svetišče Madonne di Polsi, bogoslužni kraj, ki, čeprav težko dostopen, postaja cilj verskega turizma v poletnih mesecih, zlasti septembra.